# Президент Конфедеративных Штатов Америки
Президент Конфедеративных Штатов Америки (англ. President of the Confederate States of America) — глава государства и глава правительства Конфедеративных Штатов Америки — де-факто независимого государства, существовавшего в период с 1861 по 1865 год в Северной Америке на большей части территории современных юго-восточных штатов США. Первым и единственным президентом КША был Джефферсон Дэвис, занимавший этот пост с 18 февраля 1861 по 10 мая 1865 года (вице-президентом в это время был Александр Стивенс). Хоуэлл Кобб, как президент Временного Конфедеративного конгресса, хоть и был, по сути, высшим лицом в Конфедерации перед выборами президента, никогда не носил этот статус.

## Порядок выборов
Согласно конституции КША, избирается президент Конфедерации практически так же, как и президент США. Он выбирается коллегией выборщиков от каждого штата Конфедерации. Президентом могло стать лицо, родившееся в конфедеративных штатах или в других штатах США, но непрерывно проживающее 14 лет в Конфедерации, и имеющее возраст более 35 лет.
Вместе с президентом выбирается вице-президент, при этом президент и вице-президент не могут представлять один и тот же штат.
Первые и единственные выборы состоялись 6 ноября 1861 года; Джефферсон Дэвис был выбран президентом на безальтернативной основе: за него отдали свои голоса все 109 членов коллегии выборщиков.

## Вступление в должность

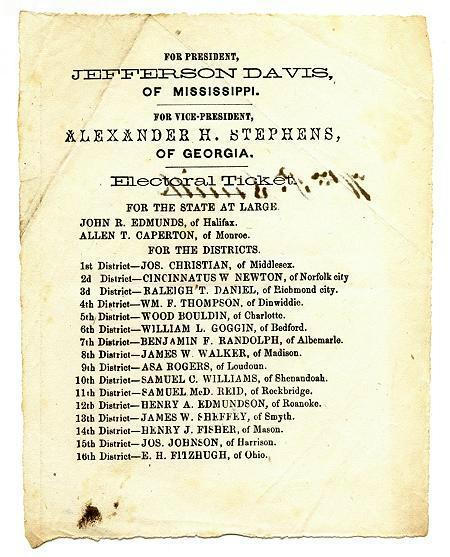
Избирательный бюллетень в штате Виргиния, 6 ноября 1861 года

Официальным вступлением в должность президента является инаугурация, определённая конституцией КША. Формулировка присяги, которую произносит избранный президент, практически совпадает с присягой президента США (ст. II, раздел 1, п. 10):
Я торжественно клянусь (или обещаю), что буду добросовестно исполнять должность президента Конфедеративных Штатов, и в полную меру сил своих буду поддерживать, охранять и защищать Конституцию Конфедерации.
Торжественная церемония инаугурации проходила в столице Алабамы городе Монтгомери 18 февраля 1861 года. Присягал Джефферсон Дэвис на Алабамской Библии. После прочтения слов присяги он, как и почти каждый президент Соединенных Штатов, добавил слова «Да поможет мне Бог».

## Полномочия и обязанности
Президент Конфедерации получал, по сути, полномочия президента Соединенных Штатов. Хотя у него не было непосредственно законодательной инициативы, он получил право назначать членов Верховного суда Конфедеративных Штатов, послов, членов кабинета министров и других должностных лиц исполнительной власти с одобрения Сената. Президент имел право вето на законы, принятые Конгрессом; но в то же время мог быть отрешен Конгрессом за измену, взяточничество или другие серьёзные преступления.
Президент также являлся Верховным главнокомандующим армии Конфедерации.

## Отличия от президента США
Несмотря на большое сходство между президентом Конфедерации и президентом США, между ними существовал ряд отличий:
- Президент США избирался сроком на 4 года, и конституционно количество сроков переизбрания не ограничивалось (до принятия 22-й поправки к конституции в 1951 году), однако по негласной традиции президенты на больше, чем два срока не избирались. Президент Конфедерации избирался сроком на шесть лет без права переизбрания.
- Президент Конфедерации, в отличие от президента США, мог накладывать вето на отдельные части закона, при этом не отвергая его целиком.

## Список президентов
Партии:  Демократическая партия США
| №     | Фото | Президент                                       | Начало срока         | Конец срока          | Партия                 | Вице-президент    |
| ----- | ---- | ----------------------------------------------- | -------------------- | -------------------- | ---------------------- | ----------------- |
| и. о. |      | Хоуэлл Кобб (временно: как президент конгресса) | 4 февраля 1861 года  | 18 февраля 1861 года | Демократическая партия | —                 |
| 1     |      | Джефферсон Дэвис                                | 18 февраля 1861 года | 10 мая 1865 года     | Демократическая партия | Александр Стивенс |